# Едуард Дайзенгофер
Едуард Дайзенгофер (нім. Eduard Deisenhofer; 27 червня 1909, Фрайзінг — 31 січня 1945, Арнсвальде) — німецький офіцер Ваффен-СС, оберфюрер СС, кавалер Лицарського хреста Залізного хреста.

## Ранні роки
Едуард Дайзенгофер народився 27 червня 1909 року в місті Фрайзінг. Здобув вищу юридичну освіту, став доктором права. 25 травня 1930 року Дайзенгофер вступив в НСДАП (партійний квиток № 250 226), а 1 жовтня 1930 року в СС (службове посвідчення № 3 642). З 9 листопада 1933 командир 1-го штурму 3-го штандарта СС. 18 березня 1934 року перейшов в Лейбштандарт СС «Адольф Гітлер». У червні 1934 року переведений в частини посилення СС і 22 жовтня 1934 призначений командиром взводу у 2-му штурмбанні 2-го штандарту СС. У лютому 1935 переведений в концтабір Дахау, а в квітні зарахований в вартовий загін СС «Верхня Баварія». З квітня 1935 року служив в штандартах частин СС «Тотенкопф».

## Друга світова війна
19 жовтня 1939 року стає командиром II батальйону 1-го полку СС «Тотенкопф», а з травня 1940 року — II штурмбанна добровольчого штандарта СС «Нордвест». 22 квітня 1941 призначений командиром запасного піхотного батальйону СС «Ост». З 13 серпня 1941 був командиром I батальйону 9-го піхотного полку СС, а з 1 липня 1942 року — запасного мотоциклетного батальйону СС. Більша частина служби Дайзенгофера пройшла в дивізії СС «Тотенкопф».
У вересні 1942 року він був переведений на викладацьку роботу, а потім служив в Головному оперативному управлінні СС. 20 березня 1944 року Едуард був переведений в 10-ту танкову дивізію СС «Фрундсберг», де він командував 21-м панцергренадерським полком СС. З 6 по 12 серпня 1944 року Дайзенгофер командував 5-ю танковою дивізією СС «Вікінг».
12 серпня 1944 був зарахований в резерв, але вже 30 серпня очолив 17-ту панцергренадерську дивізію СС «Ґьотц фон Берліхінген», на чолі якої залишався до 30 вересня 1944 року. 26 січня 1945 року призначений командиром 15-ї ваффен-гренадерської дивізії СС. 31 січня 1945 року Едуард Дайзенгофер загинув в боях з радянськими військами в районі Арнсвальде.

## Звання
- Манн СС (9 листопада 1930)
- Шарфюрер СС (8 липня 1932)
- Труппфюрер СС (17 травня 1933)
- Обертруппфюрер СС (21 серпня 1933)
- Штурмфюрер СС (9 листопада 1933)
- Унтерштурмфюрер СС (1934)
- Оберштурмфюрер СС (24 квітня 1934)
- Гауптштурмфюрер СС (15 вересня 1935)
- Штурмбаннфюрер СС (2 жовтня 1938)
- Оберштурмбаннфюрер СС (20 квітня 1942)
- Штандартенфюрер СС (20 квітня 1944)
- Оберфюрер СС (1 січня 1945)

## Нагороди
- Цивільний знак СС (№2 013)
- Почесний кут старих бійців (лютий 1934)
- Йольський свічник (16 грудня 1935)
- Знак учасника зльоту СА в Брауншвейзі 1931
- Почесна шпага рейхсфюрера СС
- Кільце «Мертва голова»
- Німецька імперська відзнака за фізичну підготовку в бронзі
- Спортивний знак СА в бронзі
- Медаль «У пам'ять 13 березня 1938 року»
- Медаль «У пам'ять 1 жовтня 1938»
- Медаль «За вислугу років у НСДАП» в бронзі та сріблі (15 років)
- Медаль «За вислугу років у СС» 4-го, 3-го і 2-го ступеня (12 років)
- Нагрудний знак «За поранення»
  - в чорному (20 червня 1940)
  - в сріблі
- Залізний хрест 2-го і 1-го класу (26 червня 1940) — отримав 2 нагороди одночасно.
- Штурмовий піхотний знак в сріблі
- Орден Хреста Свободи (Фінляндія)
  - 4-го класу з мечами
  - 3-го класу з мечами (19 грудня 1941)
- Німецький хрест в золоті (29 квітня 1942) як штурмбаннфюрер СС і командир I батальйону 1-го піхотного полку СС «Тотенкопф»
- Лицарський хрест Залізного хреста (8 травня 1942) як штурмбаннфюрер СС і командир I батальйону 1-го піхотного полку СС «Тотенкопф»
- Медаль «За зимову кампанію на Сході 1941/42» (21 липня 1942)
- Дем'янський щит
- Нагрудний знак ближнього бою в сріблі (1944)